# Момынбаев, Байзак Копирбаевич

## Биография

### Происхождение, семья
Происходит из подрода маметек рода алтын племени Байулы .
Родился 1 августа 1946 года в колхозе Бирлестик Сырдарьинского района Кызылординской области, (ныне — совхоз Первомай Шиелийского района). Отец Байзака Момынбай был уважаемым, известным человеком, возглавлял совхоз (когда родился Байзак, была допущена ошибка при заполнении документа, и его записали как Момынбаев Байзак Копирбаевич, на самом деле должно было быть — Копирбаев Байузак Момынбайулы).
Отец Байзака Момынбай Копирбаевич родился в 1894 году в Кармакшинском районе. Дед Копирбай занимался земледелием, жил скромно. Рано потерявший родителей Момынбай с детства приобщился к труду, в совершенстве осваивая виды хозяйства. Таким образом, благодаря честному труду и ответственности в 1924—1931 годах он был избран председателем первого сельского совета. В 1932 году он был избран вторым секретарём Кармакшинского райкома партии, но был приговорён к 12 годам лишения свободы по ложному обвинению в «кулачестве» из-за жёсткой политики советской власти. Но позже потомок бедных крестьян Момынбай был оправдан и вернулся на родину из Южно-Казахстанской области. Эти данные хранятся в архивах областной администрации.
В 1934 году он был назначен председателем колхоза имени Калинина Сырдарьинского района (ныне отделения села «Амангельды»).
«В 1937 году товарищества „Асау“, „Бестобе“, „Акколь“ объединились в артель „Калинин“. В следующем году в связи с укрупнением артелей „Шолак арық“, „Зинкетер“, „Казыбай“, „Бестобе“, „Акжар“, „Акколь“ был основан колхоз „Ленин“. Председателем назначают Момынбая Копирбаева. За этот период наблюдались положительные изменения в экономике и благосостоянии населения. Работа фермы была систематизирована, и появилась мощная сельскохозяйственная техника», — пишет общественно-политическая газета Сырдарьинской области «Тіршілік тынысы». Данный отрывок из статьи «Әлеуеті артқан Аманкелді», опубликованный в этой газете в номере № 88 (8496) от 12 ноября 2016 года, ещё раз доказывает организаторские и управленческие способности Момынбая и его умение объединять людей вокруг себя.
С 1944 по 1947 год Момынбай плодотворно работает председателем колхоза «Бірлестік» Сырдарьинского района. В конце 1947 года он вернулся в колхоз Калинин и служил мирабом (специалистом, распределяющим воду для орошения полей) до 1956 года.
Местные жители хорошо знают, что Момынбай всегда работал на благо народа, особенно в отрасли развития водного хозяйства. Внёс непосредственный вклад в строительство каналов «Косапан» (ныне государственный канал Жетикол), «Тасарык», «Кожа-Арык» (ныне там находится село Бесарык, переехавшее с зимовки Тасбогет) и др. Несмотря на то, что у него не было специального образования, он стал специалистом по водоснабжению, знатоком своего дела, примером для подражания. В годы, когда река Сырдарья вышла из берегов и нависла угроза наводнения, благодаря рациональному решению Момынбая, Кызылорда пережила наводнение. Сколько бы ни заседала комиссия, в составе которой были специалисты из братских республик и генералы из Москвы, она не смогла предотвратить аварию. Тогда Момынбай предложил приём «карабуры», в результате заблокировав поток Сырдарьи Борибай, он спас народ Кызылорды от водной стихии.
Для защиты напорных откосов каменно-хворостяных кладок от подмыва Момынбай использовал метод карабуры. Карабуры изготовляют из хвороста — срубленных ветвей и побегов деревьев и кустарников. Хворост должен быть по возможности прямой и гибкий. На площадке перпендикулярно к оси карабуры растягивают ряды проволок или канатов, на которые укладывают хворост. На хворост расстилают солому, а на неё слой крупной гальки толщиной 10-25 см. Затем карабуру сворачивают рулетом, стягивают проволокой или канатом из камыша, осоки, куги и сбрасывают в намеченное место. Карабуры изготовляют у места их погружения, на берегу реки (канала), на выровненной площадке с уклоном к реке.
Сообразительность и находчивость Момынбая удивила односельчан, ведь он имел за плечами всего лишь 4 класса образования. Момынбай с детства был знаком с бытом казахского аула, укладом его жизни. Односельчане по достоинству оценили поступок своего земляка и в его честь была названа улица в посёлке «Тасбогет» (улица Момынбая Копирбаева). Таким образом имя Момынбая, выделявшегося мудростью, знаниями, сообразительностью, трудолюбием и ответственностью в сочетании со знатностью рода, посвятившего всю свою сознательную жизнь служению народу, навеки осталось в памяти народа.
И сыну такого уважаемого человека, как Момынбай, Байзаку, была уготована великая судьба, которая берёт своё начало с тайны рождения, окутанная романтическим ореолом, рассказывают односельчане и сверстники.
Когда умерла первая жена Момынбая Моншак, он женится на Дамегуль. Их первенец Алиаскар умер, когда ему было всего полтора года. Это было невосполнимой утратой для пожилых супругов. Они усердно молились день и ночь, прося у Аллаха ребёнка. В один из таких дней сосед и друг Момынбая, председатель сельского совета Жанахмет приносит им благую весть о том, что видел во сне, как у них родится трое сыновей. И что удивительно, Жанахмет просит назвать детей Омирзаком, Жанузаком и Байзаком, и благословляет супругов. В 42 года Дамегуль родила Омирзака, в 44 — Жанузака и в 50 лет — Байзака. Когда родился младший Байзак, Момынбаю было уже 52 года.
Об этом пишет в своих воспоминаниях «Жүрген жері Мысыр шаһар еді» общественный деятель Сеильбек Шаухаманов (сборник «Академик», 2014 г.): «Эту дивную историю, напоминающую легенду, сказку, впервые услышали из уст сына Жанахмета Оракбай аксакала, и главного героя события, Байзака».
Байзак произошёл из рода — Алтын, Младшего жуза. Его прадед — известный в истории Салтеке би Маметекулы. Согласно сведениям начала XIX века, потомки Салтеке би — Туган би и Баркы батыр руководили пятитысячным семейством рода алтын, вели торговлю между Троицком и Бухарой. Имя Баркы служило призывом для рода алтын. Сыном Баркы был Науша батыр, а ведущий своё начало от Науша Байназар би славился своим красноречием, был известным в народе бием.
От Байназара родились Тобжан, Копирбай, Копешбай. Старший сын Байназара Тобжан был известным бием, его имя занесено в «Казахскую энциклопедию». В произведениях известных акынов-жыршы Турмагамбета Изтлеуова, Сейтжан акына, Омара Шораяка и др. часто встречается имя Тобжан бия. Копирбай (дед Байзака) — родной брат Тобжан бия. Копирбай ата был справедливым, умным, острым на язык человеком. Ещё одно качество Копирбая, он умел внешне охарактеризовать, оценивать людей, а также лошадей. И его предсказания часто сбывались.
От Копирбая родились Момынбай, Момынжан. От Момынбая — девочки Зубайра (Боша), Канымкуль, Ханбиби (Тай), мальчики Омирзак, Жанузак, Байзак.
Отец Байзака Момынбай скончался 1970 году, а мать Дамегуль в 1976 году.

### Детство
Так как Байзак был младшим ребёнком в семье, родители его баловали. С детства был смышлёным, отлично учился в школе, он до 3 класса ходил в семилетнюю сельскую школу № 3. После зимних каникул в первом классе одна из учительниц стала ставить его в пример, приговаривая «Сын Момынбая учится только на 5, если бы были оценки 6-10, он и их был бы достоин». В результате несчастного случая, или «сглаза», но в тот день Байзак поскользнулся и упал, сломав тазобедренную кость. Сёстры Канымкуль и Ханбиби (Тай) пешком отправились в соседний аул и привели костоправа. Из-за полученной травмы Байзак 3 месяца не мог посещать школу, но благодаря целеустремлённости и усердию окончил четверть только на отлично.
В связи со сменой места работы отца, Байзак переехал в аул Махамбетов. 1957—1959 гг. учился в школе № 143 в городе Кызылорде. 1964 году окончил среднюю школу № 171 имени Гани Муратбаева.
Одноклассники запомнили Байзака как активного участника общественной жизни школы, отличника учёбы, общительного, приветливого, открытого ученика.

### Образование
Отлично окончив школу, Байзак отправился в Алма-Ату. В 1964 году поступил в Казахский государственный сельскохозяйственный институт на факультет механики, который окончил с отличием в 1969 году по специальности «механизация процессов сельскохозяйственного производства», и ему была присвоена квалификация инженер-механика. Выбору профессии инженера способствовал его дядя Байымбетов Омирбек. Он тоже приехал из Кызылорды и поступил на данный факультет. Учился у таких известных преподавателей, как И. В. Сахаров, М. Р. Алшынбаев, И. К. Кыпшакбаев, А. Е. Ержанов и др.

## Трудовой путь
Был направлен инженером лаборатории использования машинно-тракторного парка Казахского научно-исследовательского института механизации и электрификации сельского хозяйства.
В 1970—1973 гг. вернулся в Казахский государственный сельскохозяйственный институт ассистентом на кафедру «Тракторы и автомобили».
1973—1976 гг. поступил в аспирантуру Казахского научно-исследовательского института механизации и электрификации сельского хозяйства. Учёные обратили внимание на молодого проницательного, пытливого аспиранта.
Его пригласили преподавателем (инструктором по практическому вождению, ассистентом) на кафедру «Тракторы и автомобили» Казахского государственного Ордена Трудового Красного Знамени сельскохозяйственного института, где он проработал бок о бок с такими выдающимися учёными, как Г. Д. Бернштейн, М.Алшынбаев, И.Кыпшакбаев, К.Жамбаев. Параллельно занимался наукой, и в 1981 году в Ленинградском сельскохозяйственном институте успешно защитил диссертацию по тракторной динамике под научным руководством академика И. К. Кыпшакбаева, и ему было присвоено учёная степень кандидата технических наук. Это стало большим достижением, так как мало кому удавалось на чужбине, на русском языке, защитить кандидатскую диссертацию в области технических наук.
1982 году он работал доцентом кафедры «Тракторы и автомобили» Казахского государственного сельскохозяйственного института. 1984 году решением Высшей аттестационной комиссии ему было присуждено звание доцента.
1984—1990 гг. основал и руководил кафедрой «Педагогика и методика преподавания инженерных дисциплин» в Казахском государственном сельскохозяйственном институте.
С 1990 года эта кафедра была переименована в «Инженерную педагогику». Возглавляя кафедру, в 1991 году впервые в СССР защитил докторскую диссертацию в области инженерной педагогики в Свердловском инженерно-педагогическом институте (Россия) под руководством Героя Советского Союза, легендарного партизана, известного учёного С. Я. Батышева и получил степень доктора педагогических наук.
В 1993 году решением Высшей аттестационной комиссии при кабинете министров Республики Казахстан было присуждено учёное звание профессора по педагогике.
В 1993—1996 гг. был заместителем председателя, председателем экспертной комиссии по педагогике и психологии Высшей аттестационной комиссии Республики Казахстан.
В 1996—1998 гг. заведовал кафедрой инженерной педагогики Казахского государственного аграрного университета.
Байзак Копирбаевич Момынбаев плодотворно работал на руководящих должностях в крупных образовательных и научных центрах.
1998—1999 гг. — заместитель директора по науке, академик секретарь, исполняющий обязанности директора Казахского института проблем образования им. И.Алтынсарина.
В 1999—2001 гг. — директор института профессионального образования Казахской Академии образования имени И. Алтынсарина вице-президент, исполняющий обязанности Президента Казахской академии образования имени И.Алтынсарина, председатель Совета по защите докторских диссертаций по педагогике Казахской Академии образования.
В 2000 году избран академиком Российской Академии образования.
В 2001—2002 гг. заведующий кафедрой прикладной механики и инженерной педагогики Казахского национального аграрного университета.
В 2002—2005 гг. работал начальником управления научными кадрами национальной академии наук Республики Казахстан.
В 2003—2005 гг. — обладатель государственной научной стипендии для учёных, внесших значительный вклад в развитие науки и техники.
В 2005 году он был избран академиком Казахской академии образования.
В 2005—2007 гг. — вице-президент Казахской академии образования имени И.Алтынсарина.
Занимая ответственные посты в Казахской академии образования имени И.Алтынсарина, в Национальной академии наук РК уделял большое внимание реформам в области профессионального образования. Системно занимался научно-исследовательскими программами по фундаментальным проблемам профессиональной педагогики.
2006—2007 гг. работал в должности профессора кафедры профессиональной педагогики Казахского национального аграрного университета. В результате долгой кропотливой педагогической деятельности в 2007 году стал обладателем государственного гранта «Лучший преподаватель вуза».
2007—2011 гг. был ректором ведущего высшего учебного заведения Кызылординского региона — Кызылординского государственного университета имени Коркыт Ата. Занимая руководящую должность в университете имени Коркыт Ата, оказал влияние на усиление связей с зарубежными вузами. Реализован совместный научный проект с Технологическим институтом Южной Альберты (Канада). Также были установлены связи с ведущими учебными заведениями и научными центрами таких стран, как Великобритания, США, Израиль, Россия, и были созданы условия для обмена опытом молодых учёных. Он уделял особое внимание вопросам профессиональной подготовки кадров, всестороннего личностного развития, формировании у обучающихся национальных духовных ценностей.
Из 131 участника-спортсмена, защищавших спортивную честь Казахстана, состоявшихся в Пекине на 29 Летних Олимпийских играх, 11 — студенты Кызылординского государственного университета имени Коркыт Ата, впервые принимавшие участие в столь авторитетном спортивном форуме. Он оказал большое влияние на профессионального становление казахстанского тяжелоатлета, двукратного чемпиона Олимпийских игр, четырёхкратного чемпиона мира, заслуженного мастера спорта Казахстана Ильи Ильина. Когда он руководил университетом, 9 участников женской команды по гандболу «Сейхун-КАМ-КГУ» был в составе республики по гандболу, вошедшей в десятку сильнейших команд мира по гандболу.
Байзак Копирбаевич Момынбаев также оказал всемерную поддержку фольклорно-этнографическому ансамблю «Дидар» Кызылординского государственного университета имени Коркыт Ата. В результате чего ансамбль принял участие и стал призёром многих республиканских, международных конкурсов и фестивалей.
В 2010 году был избран академиком Национальной инженерной академии Республики Казахстан, в 2013 году был избран членом-корреспондентом Национальной академии наук Республики Казахстан.

## Научная деятельность: основоположник инженерно-педагогического образования в Казахстане

### Байзак Копирбаевич Момынбаев — первый доктор наук в СССР в области инженерной педагогики
Байзак Копирбаевич Момынбаев является основателем инженерно-педагогического образования в стране. В 1984 году он организовал и возглавлял в течение пятнадцати лет кафедру «Педагогика и методика преподавания инженерных дисциплин» (после 1990 года переименована в кафедру «Инженерная педагогика») Казахского Ордена Трудового Красного Знамени сельскохозяйственного института. За этот период был заложен фундамент инженерно-педагогического образования в республике. Под его руководством на кафедре согласно учебному плану стали внедряться и преподаваться актуальные дисциплины (инженерная психология, персональные методики преподавания технических дисциплин, методика производственного обучения). Внёс большой вклад в формирование материально-технической базы кафедры педагогики, в количественные и качественные показания кафедры, в совершенствование учебно-воспитательной работы, во внедрение новых научных изысканий.
«Профессор Байзак Копирбаевич является одним из основателей инженерно-педагогического образования в нашей стране. 1984 году в числе первых создал кафедру профессиональной педагогики в стране. В своих работах он уделял особое внимание на качественную подготовку рабочих специальностей. Особенно отдельно рассматривал рабочие специальности в области сельскохозяйственного производства. Подчеркивал, что будущим специалистам наряду с освоением достижений научно-технического прогресса необходимо быть всесторонне развитыми, при этом особое внимание уделял высокому мастерству. Он проявил себя как высококвалифицированный педагог», — пишет ректор Казахского Национального аграрного университета, академик Т. И. Есполов (книга «Академик», 2014 год).
В 1991 году в стенах института способствовал проведению на высоком уровне Всесоюзной научно-педагогической конференции, посвящённой развитию в СССР инженерно-педагогического образования. Вскоре в этом же году (1991 г.) в Свердловском инженерно-педагогическом институте впервые не только в Казахстане, но и на территории стран СНГ защитил диссертацию в области инженерной педагогики на тему «Теоретические основы профессиональной подготовки инженера-педагога в сельскохозяйственных высших учебных заведениях» и получил степень доктора педагогических наук.
Большую работу Б.Моминбаева в области инженерно-педагогического образования можно резюмировать следующим образом:
• совместно с академиком А. П. Сейтешевым впервые среди учёных СНГ разработал модель инженера-педагога;
• первым написал на казахском языке учебник «Профессиональные технические дисциплины»;
• разработал практическую программу общей методики преподавания технических дисциплин в профессиональных школах, колледжах и ВУЗах;
• разработал учебный план педагогических специальностей педагогических высших учебных заведений Республики Казахстан;
• в годы Независимости внёс большой вклад в разработку Концепции развития профессионального образования в стране;
• принял активное участие в разработке новых базовых учебных программ и государственных стандартов профессионального образования для профессионально-технических школ;
• осуществлял руководство по разработке учебных планов и программ по подготовке инженерно-педагогических специалистов для высших учебных заведений и преподаванию технических дисциплин в профессиональных училищах;
• им разработаны руководства по методике воспитательной работы среди студентов, о роли куратора, эффективных приёмах организации воспитательной работы в высших учебных заведениях;
• доказал, что при повышении профессионально-методической подготовки инженеров-педагогов в средних профессионально-технических школах важными проблемами являются формирование положительного отношения к профессии, совершенствование педагогических умений и навыков, повышение теоретических и методических знаний;
• сумел внедрить широкое применение в учебном процессе новых методов обучения в преподавании отдельных дисциплин.
Его достижения в области профессиональной педагогики получили высокую оценку в зарубежных научных центрах, и были признаны крупными достижениями в науке. Байзак Копирбаевич Момынбаев руководил рядом научных проектов, выполненных совместно с университетами таких развитых стран, как Китай, Франция, Германия и т. п.

### Основные научные труды
Профессор Байзак Копирбаевич Момынбаев внёс значительный вклад в педагогическую науку, написав на казахском и русском языках 24 учебника и 5 учебно-методических пособий, которые определят систему научно-педагогической и технической литературы с учётом педагогической преемственности: школа-ПТШ-колледж-вуз, а также послевузовская подготовка. По проблемам непрерывного образования им опубликовано 217 научных статей и более 60 выступлений (из них 19 докладов сделано на международных конференциях и симпозиумах во Франции, Германии, Венгрии, Китае, Польше, Чехии, Южной Корее и т. д.).
Учебные планы для инженерно-педагогических специальностей высших учебных заведений Казахстана, а также общая методическая программа по обучению технических дисциплин для профтехшкол и колледжей были подготовлены под непосредственным руководством Байзака Копирбаевича Момынбаева.
Очень широк круг научных интересов Б. К. Момынбаева: разработка аксиологического подхода в педагогике, развитие педагогической технологии моделирования личности, педагогика профессионального образования, создание концепции дистанционного обучения и электронных учебников, методика преподавания технологии в школе и т. п.
В 2007 году Байзак Момынбаев совместно с учёными Российской академии образования написал 2-томную коллективную монографию «Теория и практика профессионально-педагогического образования» (Екатеринбург, 607 стр.).
Фундаментальные научные труды учёного по основам общей и профессиональной психологии, организационно-педагогическим основам профессиональной подготовки инженеров-педагогов по профессионально-трудовому воспитанию школьников, психолого-педагогическим и дидактическим основам формирования будущих специалистов, технологии формирования культуры профессионально-педагогического общения, вопросам организации социальной работы на сегодняшний день пользуются большим спросом.
Как учёный-педагог Б.К.Момынбаев оставил научные труды по концептуальным основам формирования казахстанского патриотизма в условиях глобальных изменений в системе профессионального образования, формированию всесторонней личности, вопросам рационального использования приёмов народной педагогики, обычаев и традиций казахского народа.
Основные труды:
1. Момынбаев Б. К., Джамбаев К. А. Методические указания по испытанию топливного насоса. — Алма-Ата: КазСХИ, 1983 — 24 с.
2. Сейтешев А., Момынбаев Б. К., Гиззатова Л. Г. Научно-методические основы подготовки инженеров-педагогов СПТУ. — Алма-Ата, 1988. — 96 с.
3. Момынбаев Б. К. Совершенствование производственного обучения учащихся в учебных хозяйствах ПТУ — Алматы, 1989. — 16 с.
4. Момынбаев Б. К. Методические указания к выполнению лабораторных работ по курсу «Технические средства обучения» для студентов инженерно-педагогического факультета. — Алма-Ата: КазСХИ, 1989. — 67 с. (в соавторстве).
5. Момынбаев Б. К. Методические указания по педагогической практике для студентов 4 курса специальности 03.01.11 — Профессиональное обучение и технические дисциплины АПК. — Алма-Ата: КазСХИ, 1989. — 40 с.
6. Момынбаев Б. К. Особенности организации и защиты дипломных проектов по специальности 1516 «Сельское хозяйство». //Методические разработки по совершенствованию заочного обучения. — Алма-Ата: КазСХИ, 1989. — С. 57-58.
7. Момынбаев Б. К. Применение опорных конспектов по предмету «Тракторы и автомобили». — Алма-Ата, 1989. — 16 с.
8. Момынбаев Б. К. Рабочая программа по спецкурсу «Методика производственного обучения». — Алма-Ата: КазСХИ, 1989. — 9 с.
9. Момынбаев Б. К. Совершенствование производственного обучения учащихся в учебных хозяйствах ПТУ. — Алма-Ата, 1989. — 16 с.
10. Момынбаев Б. К., Джамбаев К. А., Достанов М. Х. Спутник тракториста. — Алма-Ата: Қайнар, 1989. — 288 с.
11. Момынбаев Б. К. Экспериментальный учебный план и программа для подготовки тракториста — машиниста широкого профиля в опорных профтехучилищах. — Алма-Ата: Госагропром КазССР, 1989. — 17 с. (в соавторстве).
12. Момынбаев Б. К., Абдыкаримов Б. А., Юстус В. Е., Рожихин Н. Ф. и др. Экспериментальный учебный план подготовки квалифицированных рабочих в СПТУ. — Алма-Ата, 1989. — 8 с.
13. Момынбаев Б. К., Устемиров К. У. Методические указания по лабораторному курсу по предмету ТСО. — Алма-Ата, 1989. — 56 с.
14. Момынбаев Б. К. Методические указания по педпрактике. — Алма-Ата, 1989. — 32 с.
15. Момынбаев Б. К. Рабочая программа по спецкурсу «Методика производственного обучения». — Алма-Ата: КазСХИ, 1989. — 9 с.
16. Момынбаев Б. К., Устемиров К. У. Методика преподавания предмета «Тракторы и автомобили». — Алма-Ата: Рауан, 1989. — 187 с.
17. Момынбаев Б. К., Устемиров К. У., Токарев А. В. Дидактические материалы по изучению предмета. Учебное пособие. — Алма-Ата, 1990. — 80 с.
18. Момынбаев Б. К. Тракторлар мен автомобильдер пәнін оқыту методикасы: Оқу құралы. — Алматы, 1990. — 80 б.
19. Моминбаев Б. К. Методика преподавания технических сельскохозяйственных дисциплин. Учебное пособие, утверждённое Госагропромом СССР для студентов по спец. 03.01.11 — «Профессиональное обучение и технические дисциплины». — Алма-Ата: КазСХИ, 1990. — 115 с.
20. Момынбаев Б. К. Методические рекомендации по дипломному проектированию для студентов по специальности 03.01.11. — Профессиональное обучение и технические дисциплины АПК. — Алма-Ата: КазСХИ, 1990. — 28 с.
21. Моминбаев Б. К., Тажибаев С. Д., Дорожкин Н. Н., Дьяченко В. А., Лаврентьев Л. В. Надёжность сельскохозяйственной техники. Учебное пособие. Допущено Управлением высшего и среднего спец. образования Государственного агропромышленного комитета СССР в качестве учебн. пособия для студентов высших уч. завед. по спец. «Профессиональное обучение и технические дисциплины» и «Механизация сельского хозяйства». — Алма-Ата: Кайнар, 1990. — 280 с.
22. Момынбаев Б. К., Устемиров К. У. Опорные конспекты по предмету «Тракторы и автомобили»: Учебное пособие. — Алма-Ата, 1990. — 64 с.
23. Момынбаев Б. К., Устемиров К. У. Разработка обучающих программ для работы с ЭВМ в учебном процессе СПТУ. Методические указания для преподавателей СПТУ. — Алма-Ата: КазСХИ, 1990. — 17 с.
24. Момынбаев Б. К., Өстеміров К. Тракторлар мен автомобильдер пәнін оқыту методикасы. Кәсіптік-техникалық училище мұғалімдеріне арналған оқу құралы. — Алматы: Рауан, 1990. — 144 б.
25. Момынбаев Б. К. Учебное хозяйство — ПТУ хозрасчёт. — Алма-Ата, 1990. — 16 с.
26. Момынбаев Б. К., Абдыкаримов Б. А., Рахымжанова Н. И. и др. Концепция профессионально-технической школы Казахстана. — Алма-Ата, 1991. — 29 с.
27. Момынбаев Б. К., Устемиров К. У. Учебный план для подготовки квалифицированных рабочих в ПТУ. — Алматы, 1992. — 16 с.
28. Момынбаев Б. К. Учебный план для подготовки рабочих ПТУ по профессии мастер с-х производства. — Алматы, 1992. — 16 с.
29. Момынбаев Б. К., Рахимжанов Н. И. Интеграция содержания общеобразовательных и специальных предметов в учебных заведениях профтехобразования Республики Казахстан. Научный сборник. — Алматы, 1992. — 16 с.
30. Момынбаев Б. К., Егоров В. В. Совершенствование подготовки инженерно-педагогических кадров профобразования Казахстана. — Алматы: Казахстан, 1992. — 112 с.
31. Момынбаев Б. К. О совершенствовании дидактической подготовки студентов ИПФ. — Алматы, 1993. — 48 с.
32. Момынбаев Б. К. Кәсіптік техникалық пәндер. — Алматы, 1993. — 128 б.
33. Момынбаев Б. К. Қолданбалы халық өнерінің оқу-тәрбие ісіндегі көрінісі мен маңызы. — Алматы, 1993.
34. Моминбаев Б. К. Совершенствование подготовки инженерно-педагогических кадров профтехобразования Казахстана. Учебник для студентов, научных и практических работников профтехобразвания. — Алматы: Республиканский издательский кабинет, 1993. — 288 с.
35. Момынбаев Б. К. Программа предмета «Технология» (5-9 класс). — Алматы, 1993. — 48 с.
36. Момынбаев Б. К., Өстеміров К. Техникалық оқыту құралдары пәнінен лабораториялық сабақтарды өткізудің әдістемелері. — Алматы, 1993. — 40 б.
37. Момынбаев Б. К., Өстеміров К. Техникалық оқыту құралдары пәнінен лабораториялық-практикалық сабақты өткізудің әдістемелері. — Алматы. 1993. — 8 б.
38. Момынбаев Б. К., Инкарбеков А. Б. Дипломдық жобалау пәнінен лабораториялық-практикалық сабақты өткізудің әдістемелері. — Алматы, 1994. — 8 б.
39. Момынбаев Б., Ұзақбаева С. Қазақ халық педагогикасының шетелдерде дамуы. Әдістемелік құрал. — Алматы: Республикалық баспа кабинеті, 1994. — 36 б.
40. Момынбаев Б. К. Методическое указание по дипломному проектированию. — Алматы, 1994. — 8 с.
41. Момынбаев Б. К. Орта және кәсіптік мектеп оқушыларына арналған лабораториялық -практикалық сабақтар. — Алматы, 1994. — 64 б.
42. Момынбаев Б. К., Өстеміров К. Орта және кәсіптік мектеп оқушыларына арналған лабораториялық-практикалық жұмыстар. Ауыл мектептері үшін орта және кәсіптік мектеп оқушыларына арналған оқулық.-Алматы: Республикалық баспа кабинеті, 1994. — 215 б.
43. Момынбаев Б. К., Құралов А., Өстеміров К. Орта мектеп оқушыларына арналған лабораториялық жұмыстар. Оқу құралы. — Алматы: Республикалық баспа кабинеті, 1994. — 124 б.
44. Момынбаев Б. К., Өстеміров К. Техникалық оқыту құралдары. — Алматы, 1994. — 8 б.
45. Момынбаев Б. К., Сейтешев А. П. Основы общей и профессиональной психологии: Типовая программа. — Алматы, 1995. — 8 с.
46. Момынбаев Б. К., Егоров В. В. Организационно-педагогические основы подготовки инженера-педагога профессионально-трудового обучения учащихся. — Алматы, 1995. — 32 с.
47. Момынбаев Б. К., Сейтешев А. П. Основы общей и профессиональной психологии: Типовая программа. — Алматы, 1995. — 8 с.
48. Момынбаев Б. К., Каненова К. Г. Организация социальной работы для молодежи. — Алматы, 1996. — 3 с.
49. Момынбаев Б. К., Устемиров К. У. Дидактические основы технического средства обучения: Типовая программа. — Алматы, 1996. — 8 с.
50. Момынбаев Б. К., Кунгуров А. Р. Дидактические преподавания общетехнических, специальных дисциплин и производственного обучения: Типовая программа. — Алматы, 1996. — 8 с.
51. Момынбаев Б. К., Абдраманов Ш. Жоғары техникалық оқу орындағы аға курс студенттеріне кәсіби-техникалық бағыттылықты қалыптастырудың педагогикалық негізі. — Алматы, 1996. — 32 б.
52. Момынбаев Б. К., Курбаналиев Б. Б. Методика воспитательной работы: Типовая программа. — Алматы, 1996. — 8 с.
53. Момынбаев Б. К. Техникалық оқыту құралдары пәнінен лабораториялық-практикалық сабақты өткізудің әдістемелері. — Алматы, 1996. — 32 б.
54. Момынбаев Б. К., Абдраманов Ш. Тау-кен техникалық пәндердің әдістемелік негізі және оны жасаудағы терминологиялық атаулар функциясы. — Алматы, 1996. — 48 б.
55. Момынбаев Б. К. Учебный план для подготовки квалифицированных рабочих в профтехучилище. — Алматы, 1996.- 16с.
56. Момынбаев Б. К. Учебный план и программы переподготовки водителей на право управления транспортным средством категории Е. — Талгар, 1997. — 32 с.
57. Момынбаев Б. К. Учебный план и программы переподготовки водителей на право управления транспортным средством категории Д.- Талгар, 1997. — 32 с.
58. Момынбаев Б. К. Учебный план и программы переподготовки водителей на право управления транспортным средством категории В и С.- Талгар, 1997. — 48 с.
59. Момынбаев Б. К. Учебный план и программы подготовки водителей индивидуальных транспортных средств категории В. — Талгар, 1997. — 32 с.
60. Момынбаев Б. К. Государственные стандарты среднего образования РК — Алматы, 1998. — 432 с.
61. Момынбаев Б. К., Өстеміров К. Машиналарға техникалық қызмет көрсету және жөндеу жүйесі. Кәсіптік-техникалық мектеп оқушыларына арналған оқулық. — Алматы: Республикалық баспа кабинеті, 1998. — 214 б.
62. Момынбаев Б. К. Методические указание к выполнению лабораторных работ по курсу «Технические средства обучения» для студентов инженерно-педагогического факультета. — Алматы, 1998. — 64 с.
63. Момынбаев Б. К. Разработка обучающих программ для работы с ЭВМ в учебном процессе СПТУ. — Алматы, 1998. — 16 с.
64. Момынбаев Б. К. Автомеханик. — Алматы, 1999.
65. Момынбаев Б. К. Коммерческая деятельность. — Алматы, 1999.
66. Момынбаев Б. К. Контролёр сберегательного банка. — Алматы, 1999.
67. Момынбаев Б. К. Мастер животноводства широкого профиля. — Алматы, 1999.
68. Момынбаев Б. К. Мастер по техническому обслуживанию и ремонту МТП. — Алматы, 1999.
69. Момынбаев Б. К. Мастер растениеводства. — Алматы, 1999.
70. Момынбаев Б. К. Мастер сельскохозяйственного производства. — Алматы, 1999.
71. Момынбаев Б. К. Научно-методическое обеспечение профессиональных школ, профессиональных лицеев. Колледжи и экспериментальные площадки (опорное учебное заведение). — Алматы, 1999. — 6 с.
72. Момынбаев Б. К. Оператор на наборно-компьютерной технике. — Алматы, 1999.
73. Момынбаев Б. К. Печатник. — Алматы, 1999.
74. Момынбаев Б. К. Продавец, контролёр, кассир. — Алматы, 1999.
75. Момынбаев Б. К. Секретарь — референт. — Алматы, 1999.
76. Момынбаев Б. К. Хозяйка усадьбы. — Алматы, 1999.
77. Момынбаев Б. К. Электромонтёр. — Алматы, 1999.
78. Момынбаев Б. К. Оператор ЭВМ. — Алматы, 1999.
79. Момынбаев Б. К., Мүсілімов Ә. Орта және кәсіптік мектеп оқушыларына арналған лабораториялық-практикалық жұмыстар. Оқу құралы. -Алматы: Республикалық баспа кабинеті, 2000. — 175 б.
80. Момынбаев Б. К. Психолого-педагогические и дидактические основы формирования личности будущего специалиста. — Алматы: Ғылым, 2000. — 272 с.
81. Момынбаев Б. К., Адамқұлов Н. т.б. Технология: Жалпы білім беретін мектептің 9-сыныбына арналған оқулық. — Алматы: Рауан, 2000. — 200 б.
82. Момынбаев Б. К. Кәсіптік-техникалық пәндер. Жоғары оқу орындарының инженерлік-педагогикалық факультеттері студенттеріне арналған оқулық. — Алматы: Республикалық баспа кабинеті, 2002. — 438 б.
83. Момынбаев Б. К., Жарменова Г. С. Технология формирования культуры профессионально-педагогического общения будущего специалиста. Учебно-методическое пособие. — Алматы: КазГЮУ, 2002. — 42 с.
84. Момынбаев Б. К. Адамқұлов Н., Құтпанбаев Ә. Технология: Умумий билим беридиған мәктәпләрниң 9-синиплириға беғишланған дәрислик. — Алмута: Мектеп, 2005. — 216 б.
85. Момынбаев Б. К., Адамкулов Н., Кутпанбаев А., Асанова С., Алмагамбетова Д. Технология: Учебник для 9 классов общеобразовательных школ. — Алматы: Мектеп, 2005. — 183 с.
86. Момынбаев Б. К. Кәсіптік педагогика. Жоғары оқу орындарының педагогикалық мамандықтары студенттеріне арналған оқулық. — Алматы: Білім, 2006. — 552 б.
87. Момынбаев Б. К. Жас ұрпақты отбасылық өмірге дайындау: Ұлттық тәрбиеге арналған оқу құралы. — Алматы: Кітап, 2007. — 31 б.
88. Момынбаев Б. К., Алиев Б. Ауыл шаруашылығы техникалары. Тракторлар мен автомобильдер (құрылысы). Агроинженерлік мамандық алушы студенттерге арналған. — Алматы: «НАЗ-9», 2009. — Т.1. — 280 б.
89. Момынбаев Б. К., Алиев Б. Ауыл шаруашылығы техникалары. Тракторлар мен автомобильдер (теориясы) Агроинженерлік мамандық алушы студенттерге арналған. — Алматы: «НАЗ-9», 2009. — Т.2. — 288 б.
90. Момынбаев Б. К., Алиев Б. Ауыл шаруашылығы техникалары. Егін егетін және күтетін машиналар. Агроинженерлік мамандық алушы студенттерге арналған. — Алматы.: «НАЗ-9», 2009. — Т.3. — 288 б.
91. Момынбаев Б. К., Алиев Б. Ауыл шаруашылығы техникалары. Өнім жинайтын және өңдейтін техникалар. Агроинженерлік мамандық алушы студенттерге арналған. — Алматы: «НАЗ-9», 2009. — Т .4. — 304 б.
92. Момынбаев Б. К., Алиев Б. Мал шаруашылығының жабдықтары. Агроинженерлік мамандық алушы студенттерге арналған. — Алматы: «НАЗ-9», 2009. — Т.5. — 296 б.
Байзак Копирбаевич Момынбаев оставил огромное наследие — научные труды в области инженерной педагогики. В связи с непрерывным, интенсивным развитием глобализации, когда государство ставит новые задачи перед системой технического и профессионального образования, предъявляет новые требования к качеству преподаваемых в технических учреждениях дисциплин, актуальным являются его научные труды, его концепция по подготовке будущих компетентных специалистов. Поэтому изучение научных трудов Б. К. Момынбаева — задача, которая стоит перед будущим поколением.

### Ученики в области науки
В результате долгой и плодотворной научно-педагогической деятельности Б.Момынбаевым подготовлены многочисленные научные и производственные кадры. В их числе государственные и общественные деятели — премьер-министр Правительства Республики Казахстан, министры, акимы, генералы, ректора вузов и другие известные лица (А. С. Есимов, С. А. Терещенко, А. М. Абдыров, А.Муслимов, И.Ильин и другие).
Под его руководством подготовлено 14 докторов наук, 40 кандидатов наук, ныне успешно работающие в сфере образования.

## Общественная деятельность (другие должности)
Общественная деятельность Б. Момынбаева широко известна в Республике Казахстан и за её пределами. Он был председателем диссертационного совета по присуждению учёной степени кандидата и доктора наук, в течение многих лет был членом диссертационного совета в Алматинском государственном университете имени Абая, в последующем в Евразийском гуманитарном институте, был в составе редакционной коллегии трёх научных журналов. Был заместителем председателя экспертного совета в области педагогики и психологии Высшей аттестационной комиссии РК. Несколько раз в качестве председателя государственной экзаменационной комиссии побывал в Москве, Ленинграде, Минске, Киеве, Новосибирске, Ташкенте.
Он был постоянным научным советником 10-томной Национальной энциклопедии «Казахстан».
2007 г. делегат внеочередного ХІ съезда НДП «Нур Отан».
2007 г. главный редактор журнала «Вестник Кызылординского государственного университета имени Коркыт Ата».
2007 г. член редколлегии республиканского научного журнала «Наука и образование Южного Казахстана».
2009 г. делегат внеочередного ХІІ съезда НДП «Нур Отан».
2009 г. избран почётным доктором Университета Каннам Республики Корея.
2009 г. присвоено звание «Почетный гражданин Сырдарьинского района» Кызылординской области.
2009 г. избран почётным профессором Казахского национального аграрного университета.
2009 г. избран депутатом Кызылординского областного маслихата.
2011 г. делегат внеочередного ХІІІ съезда НДП «Нур Отан».

## Статьи на общественно-политические и социальные темы
Выдающийся учёный Б. К. Момынбаев не только занимался наукой, но и был автором статей на страницах печати по общественно-политическим и социально-значимым вопросам. Его статьи до сих пор пользуются большим спросом.
Некоторые статьи, опубликованные в СМИ:
- Кәсіптік білім және уақыт талабы. «Егемен Қазақстан» газеті, 10.03.2005ж.
- Қазақы қалып. «Егемен Қазақстан» газеті, 24.01.2009ж
- Камқорлыққа жақсы үлгеріммен жауап береміз. «Сыр бойы» газеті, 07.03.2009ж.
- Будущее за профессионалами. Газета «Кызылординские вести», 15.04.2009 г.
- День начинается с газеты. Газета «Кызылординские вести», 09.06.2009 г.
- Абыз жүректің шуағы. «Сыр бойы» газеті, 02.02.2010ж.
- Ақиқаттың алдаспаны. «Халық» газеті, 10.06.2010ж.
- Озық білім, озат ғылым-келешек кепілі. «Егемен Қазақстан» газеті, 23.06.2010ж.
- Казақстан ЕҚЫҰ мәртебесін жаңа деңгейге көтерді. «Сыр бойы» газеті, 03.11.2010ж.
- Казахстан вывел статус. Газета «Кызылординские вести», 30.10.2010 г.
- Елбасымен-ертеңге. «Егемен Қазақстан» газеті, 01.02.2011ж
- Индивидуальность учителя с позиций понятий «индивид», «личность», «субъект». Вестник КГУ им. Коркыт Ата, 2012 г., № 1 и др.

## Двенадцать качеств — наставления учёного молодёжи
Байзак Копирбаевич Момынбаев большое внимание уделял проблемам формирования нравственных качеств у подрастающего поколения, всестороннего развития личности будущего специалиста. Высокие гуманные качества, обеспечивающие равновесие организму и полную гармонию в жизни человека — ответственность, патриотизм, трудолюбие, индивидуальность, образованность, профессионализм, доброта, воспитанность, культурность, здоровый образ жизни, активность, милосердие — все эти качества присутствовали у Байзака Копирбаевича, которые способствовали ему быть видным учёным, талантливым педагогом. Он в своём примере показал, каким должен быть всесторонне развитый человек, его уважали соратники и коллеги, студенты стремились ему подражать. Б.Момынбаев оставил множество трудов, посвящённых воспитанию у молодежи патриотизма и духовно-нравственных качеств.
Предлагаем отрывки из статьи известного журналиста Шермата Аширбаева про 12 качеств, предложенных академиком Б.Момынбаевым («Двенадцать качеств — наставление молодежи», книга «Академик», 2014 г.).
1. Ответственность
Ответственность — одно из важных качеств, которое должно быть у человека. Ответственность — отражение верности, постоянства, справедливости, связующее их друг с другом. Ответственность — это способность взять на себя груз принятия решения, держать ответ за исполненное, отвечать за порученное, добровольно принимать наказание за неверно выполненное. Если ответственность выше, то качественные показатели отдельного человека и общества увеличиваются…
Ответственность — результат культуры и мировоззрения каждого человека. Расширение кругозора, понимания окружающего мира способствует повышению чувства ответственности. По другому можно говорить, что ответственный человек более образованный. Здесь мы не говорим об образованности в отдельной науке. Образованность — это всесторонность. Если система знаний о человечности, гуманности, этичности, воспитанности обогащаются отраслевымыи, профессиональными знаниями, это укрепляют личностные черты человека. Поэтому быть образованным — долг каждого. Словами Б.Момынбаева, ответственность — удивительное качество личности. В его научных трудах рассматривается эти требования и приёмы, как развивать свои способности и качества, приносить этим пользу себе и обществу.
2. Трудолюбие
Труд создаёт общественное богатство, приспосабливает естественные условия для удобства людей, опосредствует, регулирует, контролирует получение человеком естественных благ. В процессе труда формируется созидательная способность человека. Когда человек постоянно трудится, лень, равнодушие, насилие, зло начинают уходить, а такие духовно-нравственные качества как уважение, активность, доброта, благородство господствуют в жизни человека и обществе, набирают свои силы. Трудолюбивый человек в любом обществе и в любое время будет уважаемым, если опирается на духовные качества.
Байзак Копирбаевич внёс значительный вклад в трудовое воспитание молодежи. Выступал, писал книги. Воспитал учеников.
3. Самостоятельность
У каждого есть разум, рассудок. Есть чувство и сознание. Есть организм, части тела, рост. Все эти перечисленные нужны для персонального существования человека. Самостоятельность, самодостаточность необходимы человеку для развития и личностного роста, потому что именно самостоятельность мотивирует и определяет поведение человека.
Когда человек стремится самостоятельности, то должен понимать, что в его действия должны приносить себе и другим добра, благополучие.
	В настоящее время развитые страны уделяют большое внимание развитию потенциала человеческих возможностей и с помощью человеческого капитала в мире производятся огромные достижения цивилизаций. А развитие человеческого потенциала напрямую  связано с увеличением способности самостоятельного труда  каждого человека. 
Байзак Копирбаевич обратил внимание на возможности индивидуального, самостоятельного подхода к труде. В его педагогических исследованиях рассматривается формирование личностных качеств, готовность их к служению обществу. Увеличение активности самостоятельной работы, особенно в инженерной отрасли способствует укреплению казахстанского общества.
4.Образованность
	Образованный человек в любом месте находит нужное себе. Силами знаний можно защитить не только свои интересы, но и интересы других. В народе говорят: «Знающий одолеет ты¬сячу, физически сильный - одного».  Это не значит, что сила не нужна человеку. Физическая сила - одно из отражений возможностей человека. 
Образованность — это потребность к постоянному совершенствованию. Она является результатом постоянного воспитания в себе достоинств, самообразования, разносторонних интересов и начитанности. Иными словами, основу образованности составляют хорошие качества личности, подкреплённые глубокими профессиональными знаниями, постоянной потребностью развивать свой разум, широтой интересов, целенаправленным и динамичным движением вперёд по дороге самосовершенствования. И поэтому в цивилизованных странах образованные люди ценятся очень высоко.
	Б.Момынбаев является основоположником национальной инженерной педагогической науки. Его труды достойны уважения.
5.Патриотизм
«Истинный гражданин рождаетя для своей родины». Когда возникла это пословица, нам не знать. Знаем только того, что она имеет давнюю историю.
Патриот — это человек, знающий, уважающий и пропагандирующий, в первую очередь, язык, историю и культуру своего народа, и уважительно относящийся к представителям всех народов Казахстана, их языкам и традициям. Патриот уважает старших, заботится о младшем поколении, гостеприимен, добр, этичен, корректен, сдержан, трудолюбив, улыбчив, скромен, бережлив к природе и нако¬пленной веками материальной и духовной культуре всего человечества. Также патриот готовит себя к овладению в будущем вос¬требованной и нужной для страны специальности, которая поможет ему внести достойный и неповторимый вклад в дело социально-экономического и культурного процве¬тания страны.
В душе каждого человека есть чувство любви к Родине. Нужно только его «пробудить». Это чувство надо воспитывать. Необходимо передать подрастающему поколению уважение и особое отношение к историческому прошлому и культурному наследию своей страны, своего народа, сориентировать будущую деятельность маленьких граждан на возрождение и сохранение традиций и обычаев своей малой и большой Родины.
Патриотизм — есть такое нравственное качество, которое включает в себя потребность преданно служить своей Родине, проявление к ней любви и верности, осознание и переживание её величины и славы, своей духовной связи с ней, стремление беречь её честь и достоинство, практическими делами, укреплять могущество и независимость. Патриотизм формируется в процессе обучения, социализации и воспитания школьников.
Байзак Копирбаевия был истинным патриотом своей страны, ежедневно вкладывая свои силы, трудился на благо страны, воспитывал уважение к государству у молодежи. Он посвятил свою жизнь Родине, действовал в её интересах.
6. Профессионализм
Не зря в народе говорят: «Ремесло — золотой кормилец». На самом деле, развитие определённой профессии является самым важным элементом в жизни каждого человека. Потому что профессия удовлетворяет жизненные потребности. Чтобы называться профессионалом своего дела, нужно долго и усердно учиться. Человек, который это сумеет, достигнет самых высоких вершин в сфере своей специализации.
Итак, профессионализм — это свойство человека, эффективно и качественно выполнять свою работу. Это также означает улучшение качества жизни.
Профессионализм повсюду высоко оценивается. Развитые страны достигли стадии роста и процветания, в основном благодаря поддержке роста профессионализма. Совершенно очевидно, что именно это помогает предпринимать шаги для сохранения и поддержания уровня жизни.
В свою очередь, все это касается личности, мировоззрения и обучения, которое получил человек. По мере роста концепции человеческого существа качество его работы возрастает. По этой причине, человеческая раса, в первую очередь, сосредоточена на достижениях внутреннего мира.
За долгие годы преподавательской и инженерной работы Байзак Копирбаевич стремился привлечь молодое поколение к профессионализму, о котором мы говорим, приложив много усилий для повышения профессиональных навыков стажеров, в самых разных отраслях. И мы можем сказать, что его работа была оправдана. Мы являемся свидетелями успешных граждан, которые мастерски работают в различных сферах жизнедеятельности. Именно таких высококвалифицированных специалистов, обучил Байзак Копирбаевич.
7. Милосердие
Благотворительность — одна из самых ярких вещей в жизни. Благотворительность — это проявление высших человеческих качеств. Большинство людей уважают и почитают тех, кто о многих заботится и действует с любовью. В конце концов, благотворительность исходит из доброй воли. Хорошие помыслы, хорошие плоды, хорошие результаты. Вот почему в процветающем обществе набирают обороты, рост и развитие, укрепляются взаимодействия и взаимопомощь …
Многие ассоциируют благотворительность с построением мечетей, дарованием подарков в приюты для бездомных или пожилых людей, раздачей еды для малоимущих. Это правильно, но тем не менее, такой акт не может отразить всю сущность понятия благотворительности. Однако возникает вопрос: «Какова его полная природа и как она может быть полезной для общественности?»
На самом деле истинной благотворительностью является духовное обогащение. В конце концов, благотворительность в духовной сфере даёт человеку духовную силу, которая не уменьшается при её использовании, а наоборот, только приумножается.
Что такое служение общественным интересам, мы можем понять и увидеть из жизни Байзака Копирбаева. Байзака ага соединил воедино прошлое, настоящее и будущее. Он заботился о стране и думал о нации. Байзак Копирбаевича можно назвать настоящим благотворительным деятелем. Это было стилем его жизни. Как сказал Шакарим: «Он пытался оставить след во всех сферах деятельности».
8. Вежливость, воспитанность (этические нормы)
Каждый человек является продуктом своих мыслей и чувств. В конце концов, у нас есть выбор, возможность выбора. В зависимости от того, что выбираем, то и получаем. Отсюда следуют наши собственные принципы, отсюда мы и оцениваем поведение других людей.
Тем не менее, в этой жизни существуют законы и правила, не зависящие от нашей воли. Зная эти законы и почитая их, можно внести в этот мир много хорошего. А люди напротив отрицают эти правила, пытаются обойти их, что приводит к ещё большим недопониманиям и конфликтам.
«Что же это за закономерности?» спросите вы. Ответ прост, это хорошие манеры.
То есть то что заработано и нажито нечистым и нечестным путём наносит вред, в первую очередь, тебе самому. Поэтому, вашим основными принципами жизни должны являться чистота сердца и помыслов, тогда человек сможет жить в гармонии с собой и окружающим миром.
В течение жизни Байзака Копирбаевича было много трудностей, одно из них — это переход от одной системы к другой. Многие специалисты его сферы работы стали ориентироваться на коммерческий бизнес, чтобы зарабатывать деньги. Но Байзака ага остался в области педагогики, несмотря ни на что. Он не без усилий преодолевал превратности жизни, не переставая верить в то, что истинное богатство и счастье впереди. Во всяком случае, он не сдавался и остался верным человеческим принципам.
9. Культура и доброта
Поведение, мысли, слова и действия каждого человека показывают уровень его культурного развития. По мере культурного роста и развития, его мысли и слова, его влияние и его действия становятся прекрасными, совершенными. Людей, которые производят на этот свет великие творения, могут рассматриваться нами, как люди, жаждущие высокой культуры.
Целостность культуры и добра раскрывает их духовное благополучие. Хорошая культура — это культура добра. Оба они представляют ценности, которые не могут не проявляться в жизни человека.
Традиционные принципы казахского общества: уважение к старшим, учтивость к младшим, не рыть яму другим являются следствием такой высокой культуры. Необходимо понимать ценность высших знаний и радость от их познания.
Культура и добро стали верными спутниками Байзака Копирбаевича.
10. Здоровый образ жизни
Здоровье и счастье это то, к чему стремится каждый человек, практически невозможно представить человека счастливым, если тот болен. Здоровье — это первая и естественная потребность человека. Можно отказаться от чего угодно, но нельзя отказаться от здоровья. Если нет здоровья, все остальное — уже неважно. Мы часто воспринимаем наше здоровье как данность, как нечто само собой разумеющееся. Мы считаем нормальным заботиться о вещах, которые нас окружают, и очень часто откладываем на потом заботу о собственном здоровье. Но не Байзак Копирбаевич. Он жил спортом и понимал важность того, чтобы следить за собой, не только в физическом плане, но и в плане своих действий и поведения. Ведь спорт и здоровый образ жизни, прежде всего, воспитывают в человеке человека, усиливают дисциплину и усиливают волю.
Байзак Копирбаевич, будучи ректором Кызылординского государственного университета имени Коркыт-Ата, уделял особое внимание спорту. Студенты университета достигли больших результатов в государственных и международных состязаниях. Одним из них является двукратный чемпион мира Илья Ильин. Он высоко ценит заботу Байзака Копирбаевича. Считает его своим учителем и наставником.
11. Активность
Активность как качество личности — способность поддерживать деятельное состояние тела, ума, разума и души, готовность к переменам, склонность деятельно использовать своё время, быть лёгким на подъём, самостоятельно прилагать усилия, а не идти на поводу у обстоятельств.
Есть люди, которые не проявляют активность в жизни, не принимает участие в своей жизни. Просто плывут по течению, надеясь, что куда-нибудь их да вынесет… живут, как Бог даст….
Активность личности — это включение в режим интенсивной работы таких своих качеств, как целенаправленность, мотивированность, осознанность, профессионализм, эмоциональность, инициативность и ситуативность.
Активность означает дать проявиться своему дарованию, таланту, своему жизненному предназначению. Активность — это способность самосовершенствоваться, отдавать и принимать любовь, обновляться, системно удовлетворять потребности своего ума, разума и души, испытывать разносторонний и, в то же время, глубокий интерес к разным сферам жизни, быть целеустремлённым, проявляя на пути к цели упорство, настойчивость и постоянство.
Байзак Копирбаевич всегда был в авангарде самых передовых преобразований. Благодаря блестящему профессионализму и преданности своему делу он добился успеха. Он трудился на благо страны, своими успехами и высокими достижениями в области науке, педагогики прославлял нашу республику на весь мир.
12. Добро
Много не бывает добра, и мало не бывает зла. Оба встречаются в жизни человека по-разному. Философы говорят, что они идут по жизни всегда параллельно.
Добром считается все, что способствует развитию в обществе и человеке гуманности, искреннего и добровольного единения людей, их духовной сплочённости и согласия. Это доброжелательство и милосердие, взаимопомощь и сотрудничество, взаимопонимание и уважение, следование долгу и требованиям совести, честность и великодушие, вежливость и тактичность.
По существу человек — результат благородия, так как его жизнь связана с доброй мечтой, благими намерениями. Каждый родитель желает своему ребёнку добра, а ребёнок своим родителям только хорошее.
А это как отразится в общественной жизни? В отношениях с другими людьми? Здесь приходится сталкиваться с разными интересами, разными причинами…
Добрый человек — это отзывчивый и душевно открытый человек, способный делать добро другим людям. А когда человек может нести добро, благо, любовь другим людям? Конечно, когда он сам переполнен добротой, благополучием и любовью. Поэтому искренне добрых людей отличает доброе отношение не только к окружающим, но и к самим себе. А по-настоящему щедрыми люди становятся только тогда, когда им есть чем поделиться!
Байзак Копирбаевич всегда стремился воспитать в своих учениках чуткость, отзывчивость и доброжелательность

## Всесторонняя личность
Учёный, педагог Б. К. Момынбаев был очень талантливой, всесторонней личностью. Он играл на домбре хорошо и красиво пел. Особенно ему удавались такие песни, как «Барып қайт, балам, ауылға», «Алтайдың ар жағынан келген ару», «Бір тойым бар», «Қыз ағасы». А когда он брал в руки домбру и исполнял кюи Курмангазы «Қайран шешем», «Сарыарқа», А.Желдибаева «Ерке сылқым», то удивлял окружающих своим профессионализмом. Он также увлекался поэзией, читал стихи казахских поэтов Толегена Айбергенова, Кадыра Мырза-Али, Мухтара Шаханова, Мукагали Макатаева, а также зарубежных поэтов, особенно ему было близко творчество Расула Гамзатова, и даже писал стихи. Его давняя дружба с известным поэтом, лауреатом Государственной премии Иран-Гайып — тема отдельного разговора.
Байзака Копирбаевича запомнили как человека с глубоким знанием истории, шежире, красноречивого оратора.
Известный учёный, заведующий сектором Института философии, политологии и религии МОН РК А.Узакбайулы писал: «Бакең не ограничивался только наукой и преподаванием. Он очень трепетно относился к искусству, особенно к поэзии. Он часто декламировал Абая, Мукагали Макатаева, Мухтара Шаханова. Если бы Бакең не стал ученым и педагогом, то, несомненно, поднялся бы на вершину искусства. Манера его исполнения сближала людей, трогала до глубины души, заставляла задуматься» (книга «Академик», 2014 г.).
Байзак Копирбаевич до конца своих дней придерживался здорового образа жизни, не употреблял спиртное, не курил. В молодости принимал участие и выигрывал в состязаниях по борьбе. Вот такие замечательные его качества стали примером для подражания.
Из творчества Байзака Момынбаева
(стихотворение — посвящение смерти близкого друга, доктора филологических наук, профессора Акселеу Сейдимбека):
Жүрегімдесің, ағажан!
Шаңқай түс шақта
 шарт сынғандайын шаңырақ,
Ақселеу аға,
Артыңда қалдық аңырап.
Жер-жерден саған
 жетуші едік жамырап,
Қалғандай қазір
 қара ормандарың қаңырап.
Өлара кезде өзгерді неге өрісің?
Қиямыз қалай қазақтың
 сендей серісін?!
Еңіреп өткен ел үшін
 және жер үшін,
Тұғырда тұрған тұлғалардың сен теңісің.
Өнерді сүйдің,
Ұлықтадың ұлттың өнерін,
Күмбірлеткенсің
 қоңырауларын көненің.
Бергеніңнен де
 көп еді сенің берерің…
Ағатайым-ай,
Ақырғы сәтте не дедің?!
Шежіре шертіп
 айызын жұрттың қандырдың,
Ақтарып архив
 шарасын көздің талдырдың…
Жетпіске жетпей
 ажалға қалай алдырдың?..
Аға сұлтанның шақшасын
 кімге қалдырдың?..
Даланың ұлы,
Іздеймін сені даладан!
Іздеймін сені
 қара жамылған қаладан…
Өмірден мынау
 өттіге сені санаман,
Жүрегімдесің, ағажан!..
 Егемен Қазақстан, 18.09.2009

## Отзывы друзей и коллег
«Байзак покорил вершины благодаря своему упорному труду и трудолюбию. Я считаю его основоположником инженерной педагогики в нашей стране. Защита докторской диссертации свидетельствует о том, что он крупный ученый».
Камал Ормантаев,
академик,
Лауреат государственной премии
Республики Казахстан
«Байзак Копирбаевич — это человек умудренный жизнью. Он имел энциклопедические знания в области образования, науки, искусства, литературы, культуры, имел высокого интеллект и великолепную память».
Сеильбек Шаухаманов,
общественный деятель, близкий друг Байзака
«Я нашел много друзей из Сырдарьи, до сих пор поддерживаю с ним самые теплые отношения. Особо хотел бы выделить среди кызылординских друзей ректора университета Коркыт-Ата, доктора педагогических наук, профессора, академика Национальной академии наук Республики Казахстан Момынбаева Байзака Копирбаевича».
Тохтар Аубакиров, космонавт,
Герой советского Союза
Халық қаһарманы,
доктор технических наук
"Байзак Момынбаев — не ошибусь, если скажу, что это имя известно не только в регионе, но и всей стране. Кроме достижений в области образования, у него есть множество нравственных качеств, это целостная всесторонняя личность, которая отличалась красноречием, игрой на домбре, прекрасным голосом, выразительным чтением стихов. Он одинаково общался со взрослыми и с теми, кто младше его, никого не отделял. Это свидетельствует о его родовитости. Все ценные качества Байзак впитал с молоком матери, они передались ему от отца и знатного рода.
Садибек Балтабайулы,
Генеральный Директор
Кызылординской областной
дирекции телекоммуникаций
«Байзак Копирбаевич Момынбаев основатель инженерно-педагогического образования в Казахстане. Благодаря общности отрасли, в которой трудились, мы общались более двадцати лет, в последние годы были и коллегами. У него было много прекрасных качеств. И одна из них — умение выступать перед широкой публикой. Он всегда украшал наши совместные посиделки своей игрой на домбре, чтением стихов, шутками. Его славный путь является примером для последующих поколений.
Кылышбай Бисенов,
Ректор Кзылординского
государственного университета имени Коркыт Ата,
доктор технических наук, профессор.

## Награды и звания
1972 г. награждён Почетной грамотой ЦК ВЛКСМ.
1974 г. награждён Почетной грамотой ЦК ВЛКСМ.
1987 г. награждён нагрудным знаком „Отличник профтехобразования Казахской ССР“.
1991 г. награждён Похвальной грамотой Министерства сельского хозяйства и Министерства высшего образования СССР.
2003 г. Указом Президента Республики Казахстан присвоено почетное звание „Заслуженный деятель Республики Казахстан“.
2008 г. Указом Президента Республики Казахстан награждён юбилейной медалью „10 лет Астане“.
2009 г. Указом Президента Республики Казахстан награждён орденом „Парасат“.
2009 г.награждён „Медалью К. Д. Ушинского“ Министерства образования и науки Российской Федерации.
2011 г. награждён Благодарственным письмом Президента Республики Казахстан Н. А. Назарбаева.2011 г. награждён нагрудным знаком „Почетный работник образования Республики Казахстан“.

## Семья (потомки)
Супруга — Кулахметова Дарига родилась 1947 году, специальность — педиатр, кандидат медицинских наук, одна из первых освоила нетрадиционную китайскую медицину, в настоящее время на пенсии, увлекается нумерологией. Имеет двоих детей.
Старший сын — Марат родился 1970 году, известный в республике предприниматель. Сноха Виктория — победительница конкурса „Миссис Казахстан — 2012“. От них имеет внуков — Игорь, Амир, Жан, Арман, Алем, Марсель (Рания).
Младший сын — Жомарт родился 1972 году, кандидат политических наук, доктор экономических наук, защитил степень МВА в университете Назарбаев, специалист в области зелёной энергетики, Президент Частного Фонда „Фонд имени академика Б. К. Момынбаева“. Сноха Шынар — экономист по специальности, является банковским работником. От них растут внучки Аружан и Асемжан.

## Увековечение памяти
Ученый Байзак Копирбаевич Момынбаев как первый доктор науки в области инженерной педагогики и автор первого учебника на казахском языке „Кәсіби техникалық пәндер“ („Профессионально-технические дисциплины“) вошёл в сборник о казахских деятелях, внесших вклад в развитие истории и культуры, науки и экономики казахского народа „Жүз тұңғыш“ („Сто первые“), вышедший в свет в 2005 году (составитель — Б.Нуржекеулы).
В 2014 году вышла в свет книга, посвященная жизни и деятельности Б. К. Момынбаева „Академик“.
В 2016 году был опубликован сборник материалов республиканской научно-практической конференции „Проблемы и перспективы непрерывного профессионального образования“, посвященная 70-летию заслуженного работника Казахстана, члена-корреспондента Национальной академии наук Республики Казахстан, академика Российской академии образования, доктора педагогических наук, профессора Байзака Копирбаевича Момынбаева, где в разделе „Рекомендации“ было предложено назвать одну из школ города Кызылорда именем академика Б. К. Момынбаева.
В 2017 году был создан частный фонд „Фонд имени академика Б. К. Момынбаева“, которая занимается финансированием специализированных образовательных проектов средней школы № 278 города Кызылорда.
В 2018 году Кызылординским государственным университетом имени Коркыт ата было направлено письмо в отдел Ономастики Акимата города Кызылорда о разрешении присвоить имя академика Б. К. Момынбаева средней школе № 278.
Близкий друг, одноклассник Байзак ага, известный казахский поэт Иран-Гайып написал надгробные стихи:
Келдің. Көрдің. Кеттің.
Үшпағыңа — жеттің.
Фәниіңді — Бүтіндеп,
Бақиыңа — Өттің.
Өттің — Адам Қалпыңда,
Айналып — Саф-Алтынға.
Адал Жарсың,
Әкесің,
Алаңы жоқ артыңда…

## Видеоматериалы
- 1.Академик Байзақ Көпірбайұлы Момынбаев кенже ұлы Жомартпен
- 2.Ғибратқа толы ғұмыр. 1-бөлім.(Академик Байзақ Көпірбайұлы Момынбаевпен сырласу сәтінен)
- 3.Ғибратқа толы ғұмыр. Жалғасы. (Академик Байзақ Көпірбайұлы Момынбаевпен сырласу сәтінен)
- 4.Кешіккен хат… (Академик Байзақ Көпірбайұлы Момынбаевты еске алу)

## Хронологический указатель трудов ученого
1972
1. Экспериментальная электрическая тормозная установка для моделирования переменных нагрузок на валу тракторного дизеля. //Научные труды КазСХИ. — Алма-Ата, 1972. -Т. ІҮ. -Вып.1. — С.126-129.(Соавт.: Кошкин А. А.)
1976
2. Реверс. //Казахская Советская Энциклопедия. — 1976. — Т.9.
3. Релейная система. //Казахская Советская Энциклопедия. — 1976. — Т.9.
4. Релейная защита. //Казахская Советская Энциклопедия. — 1976. — Т.9.
1977
5. Методика исследования мощностных и технико-экономических показателей тракторного двигателя при неустановившемся характере нагрузки. //Актуальные вопросы механизации и электрификации сельскохозяйственного производства, КазНИИМЭСХ. — Алма-Ата: Кайнар, 1977. — С.203-208 (Соавт.: Кошкин А. А.).
6. Спидометр. //Казахская Советская Энциклопедия. — Алма-Ата, 1977. — Т. 10. — С. 387.
7. Стартер. //Казахская Советская Энциклопедия. — Алма-Ата, 1977. — Т. 10. — С.410-411.
8. Статор. //Казахская Советская Энциклопедия.- Алма-Ата, 1977. — Т. 10. — С.414.
9. Таксометр. //Казахская Советская Энциклопедия. — Алма-Ата, 1977. — Т. 10. — С.600.
10. Тахеометр. //Казахская Советская Энциклопедия. — Алма-Ата, 1977. — Т. 10. — С. 599.
11. Тензометр. //Казахская Советская Энциклопедия. — Алма-Ата, 1977. — Т. 11. — С.33.
1978
12. Некоторые результаты стендовых исследований дизеля СМД-14 при неустановившейся нагрузке. Механизация производственных процессов в с/х Казахстана. //Научные труды КазСХИ. — Алма-Ата, 1978. — Т. 21. — В. 3. — С.60-64.
1979
13. Повышение коэффициента использования мощности двигателя гусеничного трактора класса 30 КН путем демпфирования колебания момента сопротивления на входе в силовой агрегат: 05.20.01 — Механизация с/х производства. Диссертация на соискание ученой степени канд. тех. наук. — Алма-Ата, 1979.-152с.
1980
14. Моделирование регулирование скоростного режима двигателя на АВМ с целью улучшения его динамических качеств на тракторе. //Информационный листок КазНИИНТИ.- Алма-Ата, 1980. — № 4(3801). — С.4.
1981
15. Организация СРС по предмету „Методика преподавания технических дисциплин“ //Тезисы докладов СИПИ. — Свердловск, 1981.
16. Повышение коэффициента использования мощности двигателя гусеничного трактора класса 30 КН путем демпфирования колебания момента сопротивления на входе в силовой агрегат. В кн.: Рекомендаций по законченным работам за Х пятилетку. -Алма-Ата, 1981.-С.60.
17. Повышение эффективности машинно-тракторных агрегатов путем снижения колебаний момента сопротивления. Автореф. дисс. для соискание учен. степени канд. техн. наук (на примере работы гусеничнного трактора кл. 30кн в условиях 10 ж. Региона КазССР) (05.20.03; 05.05.03) — Ленинград: Пушкин, 1981. — 18с.
18. Устройство для повышения эффективности работы гусеничного трактора. //Информационный листок КазНИИНТИ. — Алма-Ата, 1981. — № 17. — С. 6.
1982
19. Исследование надежности серийных тракторов Т-4АП2 по результатам наблюдений при рядовой эксплуатации в условиях Южного Казахстана. //Научный отчет с АТЗ им. М. И. Калинина. Госрегистрация № 22.57.81-12.00.40 — Алма-Ата: КазСХИ, 1982. — 49с. (Соавт.: Джамбаев К. А.)
1983
20. Установка для тяговых испытаний трактора. — Алма-Ата: КазСХИ, 1983 — 16с. (Соавт.: Джамбаев К. А.)
1986
21. Зачетное задание как средство улучшения методической подготовленности студентов. //Проблемы профессиональной подготовки инженеров-педагогов. Межвузовский сборник. — Ростов на Дону: РИСХМ, 1986. — С.45-49.
1988
22. Научные аспекты организации учебного процесса на инженерно-педагогическом факультете. //Научно-методические основы подготовки инженеров-педагогов СПТУ. Труды КазСХИ — Алма-Ата, 1988. — С.88-95. (Соавт.: Сейтешев А. А., Инкарбеков А. Б.)
23. Проблемы методической основы подготовки студентов инженерно-педагогического факультета. //Научно-методические основы подготовки инженеров-педагогов СПТУ. Труды Каз. СХИ.- Алма-Ата, 1988. — С.9-15.
1989
24. Использование графов совершенствования учебного процесса. //Совершенствование системы непрерывного профессионально-экономического обучения рабочих кадров. — М., 1989.-4с.
25. К проблеме синтеза инженерно-педагогических дисциплин. //Тезисы докладов СИПИ. — Свердловск, 1989. (Соавт.: Гиззатова Л. Г.)
26. Организация СРС ИПФ на кафедре педагогики. //Тезисы докладов СИПИ. — Свердловск, 1989.
27. Системный подход к подготовке инженера-педагога на основе взаимосвязи общенаучных и специальных дисциплин. //Тезисы докладов Каз СХИ. — Алма-Ата, 1989.
28. Формы взаимосвязи общенаучных, общетехнических и специальных дисциплин. //Тезисы докладов СИПИ. — Свердловск, 1989.
1990
29. Взаимосвязь естественно-научных, общетехнических и специальных дисциплин. //Тезисы докладов ААСИ. — Алма-Ата, 1990.
30. Инженер-педагог, кто он? //Учитель Казахстана. — 1990.-№ 50.
31. Исследование взаимосвязи естественно-научной, общетехнической и специальной подготовки студентов ИПФ. /Тезисы докладов. — Алма-Ата, 1990.
32. Көсегеміз көгерсін десеңіз… (Қазақ ауыл шаруашылық институтында инженер-педагогтарды даярлау). //Қазақстан мұғалімі. — 1990. — 14 желтоқсан.
33. Межпредметные связи как фактор формирования диалектико-материалистического мировоззрения студентов инженерно-педагогического факультета. //Тезисы докладов. — Алма-Ата, 1990.
34. Методологические вопросы инженерно-педагогического образования. //Актуальные проблемы психологии и педагогики в Казахстане. Научный сборник КазГУ им. М. Кирова. — Алма-Ата, 1990. — С.206-208.
35. Совершенствование инженерно-педагогического образования — путь к решению проблемы подготовки рабочего класса. /Материалы Совещания Президиума АПН СССР с ведущими учеными и специалистами народного образования Казахстана и Средней Азии. //Труды КазГПУ им. Абая. — Алма-Ата, 1990.- С.33-36.
36. Совершенствование профессиональной подготовки студентов по специализации 03.01.-механизация с/х производства. //Тезисы докладов. — Свердловск, 1990.
37. Состояние и развитие проблемы подготовки инженерно-педагогических кадров для системы профтехобразования //История педагогического образования. Сб. научный трудов. Моск. ин-т с/х пр-ва им. В. П. Горячкина. — М., 1990.-С.69-73.
1991
38. К вопросу совершенствования методики преподавания общеинженерных дисциплин по инженерно-педагогической специальности. //Сборник научных трудов Московского авиационного института. — М., 1991.-С. 59-65.
39. Межпредметные связи как условие совершенствования политехнической подготовки будущего инженера-педагога. //Сборник начных трудов КазСХИ. — Алма-Ата, 1991. — С.17-21.
40. Опыт методической подготовки инженеров-педагогов. //Советская педагогика. — 1991. — № 6. — С.70-74.
41. Подготовка инженеров-педагогов в условиях рыночных отношений. //Тезисы докладов СИПИ. — Свердловск, 1991. (Соавт.:Абдыкаримов Б. А.)
42. Подготовка специалистов в условиях рыночных отношений. //Тезисы докладов АИНХ. — Алма-Ата, 1991.
43. Проблемы подготовки будущих инженеров-педагогов к реализации дидактических возможностей ТСО в учебно-производственном процессе ПТУ. — Свердловск, 1991.
44. Система технических знаний инженеров-педагогов по механизации сельскохозяйственного производства. //Сборник научных трудов Моск. ин-т с/х пр-ва — М., 1991.- С.14-21.
45. Теоретические основы профессиональной подготовки инженера-педагога в сельхозвузе: Автореферат докторской диссертации. 13.00.01. — Екатеринбург: Свердловский инженер-педагог ин-т. — 1991. — 32с.
46. Техническая творческая самостоятельная работа как средство формирования профессиональных умений будущего инженера-педагога. //Сборник научных трудов Мозырьского пединститута. — Мозырь, 1991. — С.29-33.
1992
47. Готовит сельхозвуз. — Алматы, 1992.
48. К проблеме критериев оценки особенности профессионально-педагогической деятельности инженера-педагога. — Бухара, 1992 (Соавт.: ЖаксылыковаН. Е.)
49. О формировании речевых знаний, умений и навыков у студентов ИПФ. — Бухара, 1992. (Соавт.: Гиззатова Л. Г.)
50. Основы интеграции общенаучных, общетехническких и специальных дисциплин при подготовке инженеров-педагогов. — Алматы, 1992. (Соавт.: Кулахметов Б. У.)
51. Педагогические основы реализации дидактических принципов ТСО при профессиональной подготовке инженеров-педагогов.- Алматы, 1992. — 16с. (Соавт.: УстемировК. У..)
52. Проблемы профадаптации молодых мастеров производственного обучения СПТУ. — Алматы, 1992. (Соавт.: Кулахметов Б. У.)
1993
53. Проектирование процесса осуществления межпредметных связей. / Сб. статей научн. конф. проф.-препод. состава и аспирантов (17-19 февраля, 1993г). — Алматы: КазСХИ, 1993.- Ч.3. — С.99-101. (Соавт.: Самбаев М. М.)
54. Система непрерывного образования в сельхозвузах Республики Казахстан. — Стамбул, 1993.
55. Система непрерывного экологического образования в сельхозвузах Республики Казахстан. — Стамбул, 1993.
1994
56. Айтыс өнерін дамыту арқылы жастарға эстетикалық тәрбие беру жолдары. — Алматы, 1994. — 16б. (Соавт.: Асанова У.)
57. Организационно-педагогические проблемы профессиональной адаптации молодых мастеров. — Алматы, 1994. — 16с. (Соавт.: Кулахметов Б. У.)
1996
58. Инженер біліктілігін арттырудың педагогикалық негізі. — Алматы, 1996 — 3 б. (Соавт.: Абдраманов Ш.)
59. О проблемах подготовки экономистов педагогов для аграрного сектора — Алматы, 1996.
60. Организация социальной работы для молодежи. — Алматы, 1996. — 3с. (Соавт.: Каненова К. Г.)
61. Преемственность в системе многоуровневой подготовки инженерно-технических специалистов. / Рукопись отчета по госбюджетной теме. — Алматы, 1996.
62. Система технико-технологических знаний в процессе подготовки будущих учителей трудового обучения. // Доклады и тезисы выступлений на международной научно-практической конференции молодых ученых и аспирантов. — Алматы: КазГАУ, 1996. — С. 83-85. (Соавт.: Альназарова Г. Ш., Купербаева А. Ж.)
63. Социальная служба для молодежи в России и в Казахстане на современном этапе. — Алматы, 1996. (Соавт.: Каненова К. Г.)
64. Тау-кен мамандарын даярлаудың әлеуметтік мәні. — Алматы, 1996. (Соавт.: Абдраманов Ш.)
1998
65. Информатизация системы среднего образования: цель, проблемы, задачи. //Сборник научных трудов АГУ им. Абая. — 1998. (Соавт.: Кудайбергенов Н.)
66. Факторы интеграции содержания общего и профессионального образования в профтехшколах. //Сборник научных трудов АГУ им. Абая. — 1998. (Соавт.: Устемиров К. У.)
1999
67. Тәлімгер ғалым: этнопедагог ғалым С. Қалиұлы — 70 жаста. //Қазақстан мұғалімі. −1999. −15 қыркүйек.
2000
68. Концепция содержания технологической подготовки школьников общеобразовательной школы. //Ізденіс. Поиск. Сер. естетственн. наук. — 2000. — № 6. — С.106.
69. Опыт зарубежных стран в развитии профессионального образования, профессиональной подготовки. //Білім-Образование. — 2000. — № 1. — 3с. (Соавт.: Рыкова Е.)
70. О преемственности трудовой и профессиональной подготовки учащихся общеобразовательных и профессиональных школ. //Актуальные вопросы профессионального воспитания молодежи: Сб. материалов научн-практич. конф., посвящ. 70-летию академика А. П. Сейтешева. — Алматы, 2000. — С.230-233. (Соавт.: Кисамединов М. М., Устемиров К. У.)
71. Формы проявления индивидуального обучения информатике в Вузе. //Высшая школа Казахстана. −2000. -№ 4-5. -С.61-65. (Соавт.: Кубентаева С.)
2001
72. Бастауыш мектеп мұғалімінің инновациялық іс-әрекеті. //Бастауыш мектеп. — 2001. — № 7. — 3-7б. (Соавт.: Нағымжанова Қ.)
73. Гуманизация отношений командира и подчиненного. //Калкан. — 2001. — № 49. — 3с. (Соавт.: Туленгутов К.)
74. Гуманитаризация как ведущее направление гуманизации профессионального образования. //Исследовании, результаты (КазНАУ). — 2001. — № 6. — С. 7-12.
75. Методы оценки качества сформированности методической подготовки инженера-педагога. //Ізденіс-Поиск. — 2001. — № 1. — С.150-154. (Соавт.: КупербаеваА.)
76. Основные положения стандарта среднего профессионального образования. //Қазақстан жоғары мектебі. — 2001. — № 1. — С.123-133. (Соавт.: Бақтыбаев К.)
77. Педагог-ғалым мерейі: ҚБА вице-президенті, кәсіптік білім институтының директоры, профессор Б. Б. Баймаханов 70 жаста. //Қазақстан жоғары мектебі. — 2001. — № 1. — 209-210б.
78. Сущность патриотического воспитания воинов ВВ МВД РК. //Калкан. — 2001.- № 44. — 3с. (Соавт.: Санабаев У.)
2002
79. Адамның әлеуметтік дамуына түрлі экологиялық факторлардың әсері //Ізденіс. Поиск. — 2002. — № 2. — 111—114 б.
80. Салауатты өмір салтын қалыптастырудың ғылыми теориялық жүйесі. //Ұлт тағылымы.-2002.-№ 3.-177-181б. (Соавт.: Махамедова Б. Я.)
81. Состояние и перспективы экологического образования в Республике Казахстан. //Педагогика. — 2002. — № 1. -С.94-97.
82. Студенттердің техникалық шығармашылығын қалыптастырудың және дамытудың дидактикалық мәселелері. //Қазақстан жоғары мектебі. — 2002. — № 1. — 88-91б. (Соавт.: Сыздықов О.)
2003
83. Құндылықтар деген не? //Ақ жол Қазақстан.-2003. — 25 сәуір. (Соавт.: Нұрмұратов С.)
84. Методика исследования процесса воспитания патриотизма у военнослужащих внутренних войск и динамика опытно-экспериментальной работы. — Алматы, 2003. (Соавт.: Санабаев У. К.)
85. Обоснование критериев и их показателей для оценки изменения в уровнях развития патриотических качеств у военнослужащих. — Алматы, 2003. (Соавт.: Санабаев У. К.)
2005
86. Ауыл мектебі оқушыларына экологиялық білім мен тәрбие берудің ұлттық өлкелік ерекшеліктері. //Ізденіс. — 2005. (Соавт.: Абеуова Ш. М.)
87. Ауыл оқушыларын фермерлік шаруашылыққа дайындау. //Бастауыш мектеп. — 2005. — № 4. — 41-42б.
88. Кәсіптік білім және уақыт талабы: Елбасы Н. Назарбаевтың Жолдауына байланысты техникалық және кәсіптік білім беру туралы. //Егемен Қазақстан.- 2005.-10 наурыз.
89. Организационно-педагогические проблемы профессиональной адаптации молодых мастеров производственного обучения. //Вестн. Академии пед. наук Казахстана. −2005.-№ 4/5.-С.55. (Соавт.: Кулахметов Б. У.)
90. Применение знаний о человеческом факторе в формировании значимых качеств у авиационных специалистов в процессе обучения. //Вестник серия „Педагогические науки“. — 2005. (Соавт.:Несипбаева О. Д.)
91. Проблемы формирования экономических знаний учащихся. //Поиск. Сер. гуманит. наук. — 2005. -№ 1. — С.244-248. (Соавт.: Даулеткулова А.)
92. Теоретические основы формирования значимых качеств у авиационных специалистов через профессиональное общение. //Вестник серия „Педагогические науки“. — 2005. (Соавт.: Несипбаева О. Д.)
2006
93. Ауыл мектебі оқушыларының экологиялық мәдениетін қалыптастырудағы технология пәнінің мүмкіншілігі. — ҚарМУ Хабаршысы, 2006. (Соавт.: Абеуова Ш. М.)
94. Отаншылдық білім мен тәрбиенің тұғыры болуға тиіс. //Егемен Қазақстан. — 2006. — 27 қаңтар.
95. Отбасы неке тәрбиесін жақсартудың өзекті мәселелері. — //Қ.А. Ясауи атындағы Халықаралық қазақ-түрік ун-нің Хабаршысы. — 2006. — № 1. — 216-220б. (Соавт.:Жумадуллаева А. А.)
96. Психолого-педагогические условия преемственности управления подготовкой учителя в системе непрерывного профессионально-педагогического образования. //ҚМУ Хабаршысы. — 2006. — № 2(22). — 141б. (Соавт.: Сайлыбаев Б. А.)
97. Развитие идеи социально-эстетического воспитания молодежи средствами искусства в истории педагогики. //Ұлт тағылымы. — 2006. — № 3. — С.133-136.
98. Ұлттың ортақ ұраны: Отан, Тәуелсіздік, тұрақты даму. //Егемен Қазақстан. — 2006. — 30 мамыр.
2007
99. Бәсекеге қабілетті маман — ел болашағы. //Сыр бойы.- 2007.-11 желтоқсан.
100. Генезис понятия „патриотическое воспитание“ в педагогической науке. //Матер. респ. научн.-практич. конф. „Непрерывное профессиональное образование: проблемы и перспективы“. — Кызылорда, 2007. -С. 226—229. (Соавт.: Мощеев В. В., Махамедова Б. Я., Рахметулин Б. Ж., Ердигаликов Б. Е.)
101. Сәдуақасқызы К. Оқу үрдісін нәтижеге бағыттау жағдайында оқушыларды өзіндік бақылауға бейімдеу: Монография. /Пікір білдірген Б. К. Момынбаев. — Астана, 2007.-118б.
102. Современные подходы к технологиям патриотического воспитания школьников. //Мат. респ. научн.-практич. конф. „Непрерывное профессиональное образование: проблемы и перспективы“. — Кызылорда, 2007.-С.230-234. (Соавт.: Мощеев В. В., Махамедова Б. Я., Рахметулин Б. Ж., Ердигаликов Б. Е.)
103. Үздіксіз педагогикалық білім беру жүйесінде мұғалімдер даярлауды басқару сабақтастығының моделі жөнінде. //Қ.А. Ясауи атындағы халықаралық қазақ-түрік университетінің Хабаршысы. Қоғамдық ғылымдар сериясы. — 2007. — № 1. −162-168 бб. (Соавт.: Сайлыбаев Б. А.)
104. Үздіксіз кәсіби білім берудің Қазақстандық моделі, оның құқықтық базасы мен даму перспективалары жайлы. //Қорқыт Ата атындағы Қызылорда мемлекеттік университетінің Хабаршысы. — 2007. — № 2. — 100—102 бб.
105. Үздіксіз білім беру жүйесіндегі сабақтастықтың рөлі. //Қазақстан жоғары мектебі. Высшая школа Казахстана. — 2007. — № 1. — 5-7 бб. (Соавт.: Жаңаберген Ә.)
2008
106. Алматов А. Н., Тоқжан Т. Т. Көрұғлы (музыкалық эпос): Оқу құралы. 1 том. /Пікір жазғандар: Б. К. Момынбаев т.б. — Алматы: Дайк-Пресс, 2008.-292б.
107. Даму белесіндегі жаңа кезең. //Сыр бойы. — 2008. — 12 ақпан. — 2б.
108. Качественное образование — залог конкурентоспособности. //Современное образование. — 2008. — № 1. — С.16-18.
109. Кіріспе сөз. Көпсалалық университет: патриоттық тәрбиенің маңызы, мәдени үйлесімділік пен бәсекеге қабілеттілікке бейімделу» атты облыстық ғылыми-практикалық конференция материалдары (17 мамыр 2008 ж.). — Қызылорда; Тұмар, 2008. — 5-6 бб.
110. Научно-методические проблемы развития системы непрерывного агроинженерного образования. //Материалы международной научно-практической конференции система непрерывного профессионального образования: проблемы и перспективы развития. (6-7 июня 2008 г.) — Кызылорда, 2008.- С. 350—355. (Соавт.: Кубрушко П. Ф.)
111. Новые горизонты развития: За строкой послания.//Кызылординские вести.- 2008.-23 февраля.
112. Отанды сүю отбасынан басталады. //Егемен Қазақстан. — 2008. — 19 шілде. //Сырдария. — 2008. — № 2. — 10-17 бб.
113. Педагог тұлғасының құрылымындағы әртістік. //Ұлағат. — 2008. — № 3. — 23-32б. (Соавт.: Жұмаш А.)
114. Перспектива создания корпоративной информационно-образовательной сети. //Материалы международной научно-практической конференции система непрерывного профессионального образования: проблемы и перспективы развития. (6-7 июня 2008 г.) — Кызылорда, 2008.- С.369-375. (Соавт.: Даужанов Н. Т.)
115. Тәжірибелік — эксперименталды жұмыс. //Ұлағат. — 2008. — № 4. — 9-19 бб. (Соавт.: Оңалбек Ж., Жұмаш А.)
116. Тойда туған толғамдар. //Сыр бойы. — 2008. — 4 шілде.
117. Үздіксіз педагогикалық білім жүйесінің қалыптасуы мен дамуы. / Үздіксіз кәсіби білім беру жүйесі: даму проблемалары мен болашағы атты халықаралық ғылыми-тәжрибелік конференция материалдары (6-7 маусым). — Кызылорда: Тұмар, 2008. — 3-5 бб.
2009
118. Будущее за профессионалами: Отклик на Послание Президента. //Кызылординские вести. — 2009. — 15 апреля.
119. Ғылымға жасалған бүгінгі қамқорлық — болашағымыздың берік негізі. //Ғылым, білім және инновация: жастардың ғылыми шығармашылығы. Жас ғалымдардың ғылыми еңбектерінің жинағы. — Қызылорда: Тұмар, 2009.-3-10 бб.
120. День начинается с газеты: газета «Кызылординские вести». //Кызылординские вести. — 2009. — 9 июня.
121. Елбасының қамқорлығы студенттердің еңсесін көтерді. //Егемен Қазақстан. — 2009. — 31 наурыз.
122. Жаңа ақпараттық технологиялар негізінде білім сапасын жоғарылату. //Білім-Образование.-2009. — № 4. — 3-4 бб. (Соавт.: Шермағамбет М. З., Асқаров С.Қ.)
123. Жастар саясатының жаңа бағыты. //Сыр бойы. — 2009. — 6 шілде.
124. Қазақы қалып: Ғалым Болат Әбдікәрімұлы. //Егемен Қазақстан. — 2009. — 24 қаңтар.
125. Қамқорлыққа жақсы үлгеріммен жауап береміз. //Сыр бойы. — 2009. — 7 наурыз.
126. Отанын сүйген ұланды елі алақанына салып аялайды. //Сыр бойы. — 2009. — 16 қазан.
127. Өркениетке жасалған қадам. //Сыр бойы. — 2009. — 16 мамыр.
128. Саяси тұрақтылық — қоғам дамуының факторы: Қазақстан Республикасы — унитарлы мемлекет. //Сыр бойы. — 2009. — 9 қаңтар.
129. Страна помогает отличникам. //Казахстанская правда. — 2009. — 3 марта.
130. Сыр бойы халқымыздың тарихи әрі мәдени мұралар кеніші. //«Еуразия тарихы мен мәдениетіндегі Арал — Сырдария өңірінің орны» Халықаралық ғылыми конференция материалдары (Қызылорда, 23 қазан). — Алматы, 2009. — 6-9 бб.
131. Сыр өңіріндегі рухани-мәдени зерттеулер нәтижесі: Қорқыт Ата атындағы ҚМУ туралы. //Мәдени мұра. — 2009. — № 4.-42-47 бб.
132. Центр знаний и научного поиска. //Байтерек. — 2009. — № 1. — С.86-91.
2010
133. Абыз жүректің шуағы. //Сыр бойы. — 2010. — 2 ақпан.
134. Актуальные проблемы военно-патриотического и физического воспитания учащейся молодежи. //Қазақстан кәсіпкері. Профессионал Казахстана. — 2010. — № 5. — С.36-37. (Соавт.: Мощеев В. В.)
135. Ақиқаттың алдаспаны. //Халық. — 2010. — 10 маусым.
136. Алғы сөз. //Орта мектептегі жаратылыстану бағытындағы пәндердің оқытудың өзекті мәселелері. Облыстық ғылыми-әдістемелік семинар материалдар жинағы. — Қызылорда: Қорқыт Ата атындағы ҚМУ, 2010. — 3-4 бб.
137. Әлеуметтік құнды қажеттіліктердің жіктелуі. //Қазақстанның ғылыми әлемі. — 2010.- № 4(32). −147-152 бб. (Соавт.: Есіркепов Ж. М.)
138. Әлеуметтік құнды қажеттіліктердің мәні және оның сипаттамасы. //Халықаралық ғылыми-практикалық конференция материалдары. — Шымкент, 2010. — Т. 3. — 225—232 бб. (Соавт.: Есіркепов Ж. М.)
139. Әлеуметтік құнды қажеттіліктерді педагогикалық талдау. /Республикалық конференция материалдары. — Алматы, 2010. — 109—114 бб. (Соавт.: Есіркепов Ж. М.)
140. Білікті маман даярлау — басты мақсат. / Сыр түлегі. — 2010. — № 4. — сәуір.
141. Білім көкжиегі кеңейе бермек. / Сыр түлегі. — 2010. — № 1. — қыркүйек.
142. Көпбалалы отбасы тәрбиесіндегі ұлттық қасиеттерді қалыптастыру үлгісі бойынша тәжірибелік-эксперименттік жұмыстың нәтижелері. //«Қазақстан кәсіпкері — Профессионал Казахстана». — 2010. — № 7. — 52-54 бб. (Соавт.: Сейлхан Г. И.)
143. Білім мен ғылымның дамуы — болашақ кепілі. //Сырдария.-2010.-№ 3. −3-13б.
144. Бітімгершіліктің биік белесінде. //Егемен Қазақстан. — 2010. — 7 желтоқсан.
145. Болашақ педагогтарды патриоттық-азаматтық рухында тәрбиелеудің шарттары. // Ғылым, білім және инновация: жастардың ғылыми шығармашылығы. Жас ғалымдар еңбектерінің жинағы. — Кызылорда: Тұмар, 2010. — Т. 2. — 229—234 бб.
146. Ел болашағын ертеден ойлаған: Н. Назарбаев туралы. //Егемен Қазақстан. — 2010.-10 сәуір.
147. Заманауи талаптарға сай іздену әрбір жастың көздеген мұратына жетуіне септігін тигізеді. //Әлімсақ. — 2010. — қазан. — 14-19 бб.
148. Индивидуальный подход к процессу тренировочных занятий. — Тараз, 2010. (Соавт.: Ильин И.)
149. Инновациялық индустрияландыру — мемлекет дамуының алтын арқауы. // «Қазақстан Республикасы өнеркәсібі мен аграрлық секторының даму перспективасы: ғылым, инновация, әлеметтік-экономикалық аспектілер» атты республикалық ғылыми-тәжірибелік конференция материалдары. — Кызылорда, 2010. — 3-6 бб.
150. Казахстан вывел статус ОБСЕ на новый уровень. //Кызылординские вести.-2010.-30 октября.
151. Қазақстан ЕҚЫҰ мәртебесін жаңа деңгейге көтерді. //Сыр бойы. — 2010. — 3 қараша.
152. Қазақстан және Президент институтының қалыптасуы. // «Қазақстан және Президент институтының қалыптасуы» атты республикалық ғылыми конференцияның материалдары. — Қызылорда, 2010. — 3-4 бб.
153. Құрметті қызылордалықтар және қала қонақтары! //Ақмешіт ақшамы. — 2010. — 3 қыркүйек.
154. Озық білім, озат ғылым — келешек кепілі. //Егемен Қазақстан. — 2010. — 23 маусым.
155. Озық ғылым, озат білім — инновациялық индустрияландырудың басты кілті. //Ғылым, білім және инновация: жастардың ғылыми шығармашылығы Жас ғалымдар еңбектерінің жинағы.- Қызылорда: Тұмар, 2010. — Т. 1. — 296 б.
156. Оқушылардың ғылыми жұмыстарын жүйелі түрде ұйымдастыру. //Орта мектептегі жаратылыстану бағытындағы пәндерді оқытудың өзекті мәселелері атты облыстық ғылыми-әдістемелік семинар материалдары. — Кызылорда, 2010. — 3-5 бб.
157. Отан, тәуелсіздік, тұрақты даму. //Қазақ.-2010.-7-14 мамыр.
158. Сындарлы саясат салтанаты. / Сыр түлегі. — 2010. -№ 4. — желтоқсан.
159. Сыр елінің діни-ағартушылық мектептерінің бай рухани мұрасы. // Марал Ишан Құрманұлының 230 жылдығына арналған республикалық ғылыми-тәжірибелік конференцияның материалдары. — Қызылорда, 2010. −5-7 бб.
160. Үздіксіз кәсіби білім беру: жаңа міндеттер мен мүмкіндіктер. / Үздіксіз кәсіби білім беру: проблемалары мен болашағы атты республикалық ғылыми-тәжірибелік конференция материалдары. (Қызылорда, 4 маусым). — Алматы: Інжу-Маржан, 2010. — 3-8 бб.
2011
161. Бүгінгі идея — ертеңгі нәтиже: Жолдау — 2011. //Сыр бойы. — 2011.-29 қаңтар.
162. Елбасымен — ертеңге. //Егемен Қазақстан.-2011.-1 ақпан.
163. Мемлекеттік бағдарлама — өрелі істер өрісі. / Сыр түлегі. — 2011. — № 8. — сәуір.
164. На благо Приаралья. // Наука и образование Казахстана. — 2011. — № 3. — С. 16-19.
165. Ұлыстың ұлы күні құтты болсын! / Сыр түлегі. — 2011. — № 7. -наурыз.
2012
166. Индивидуальность учителя с позиций понятий «индивид», «личность», «субъект». // Вестник КГУ им Коркыт Ата — 2012 № 1 — С. 71-74.